# Гаплогрупа

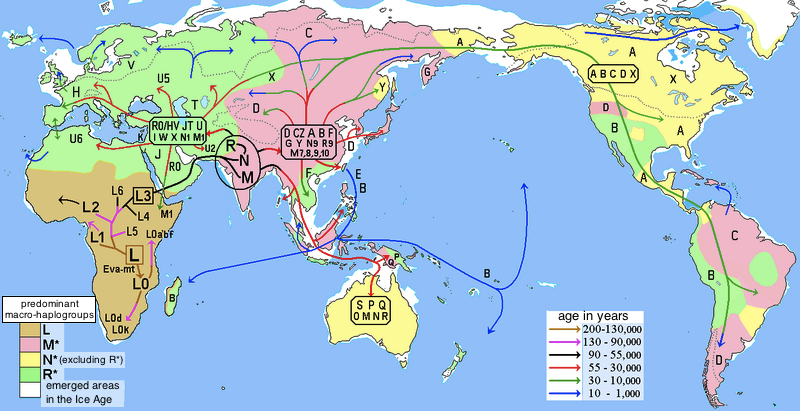
мтДНК гаплогрупи світової популяції в доколоніальний період

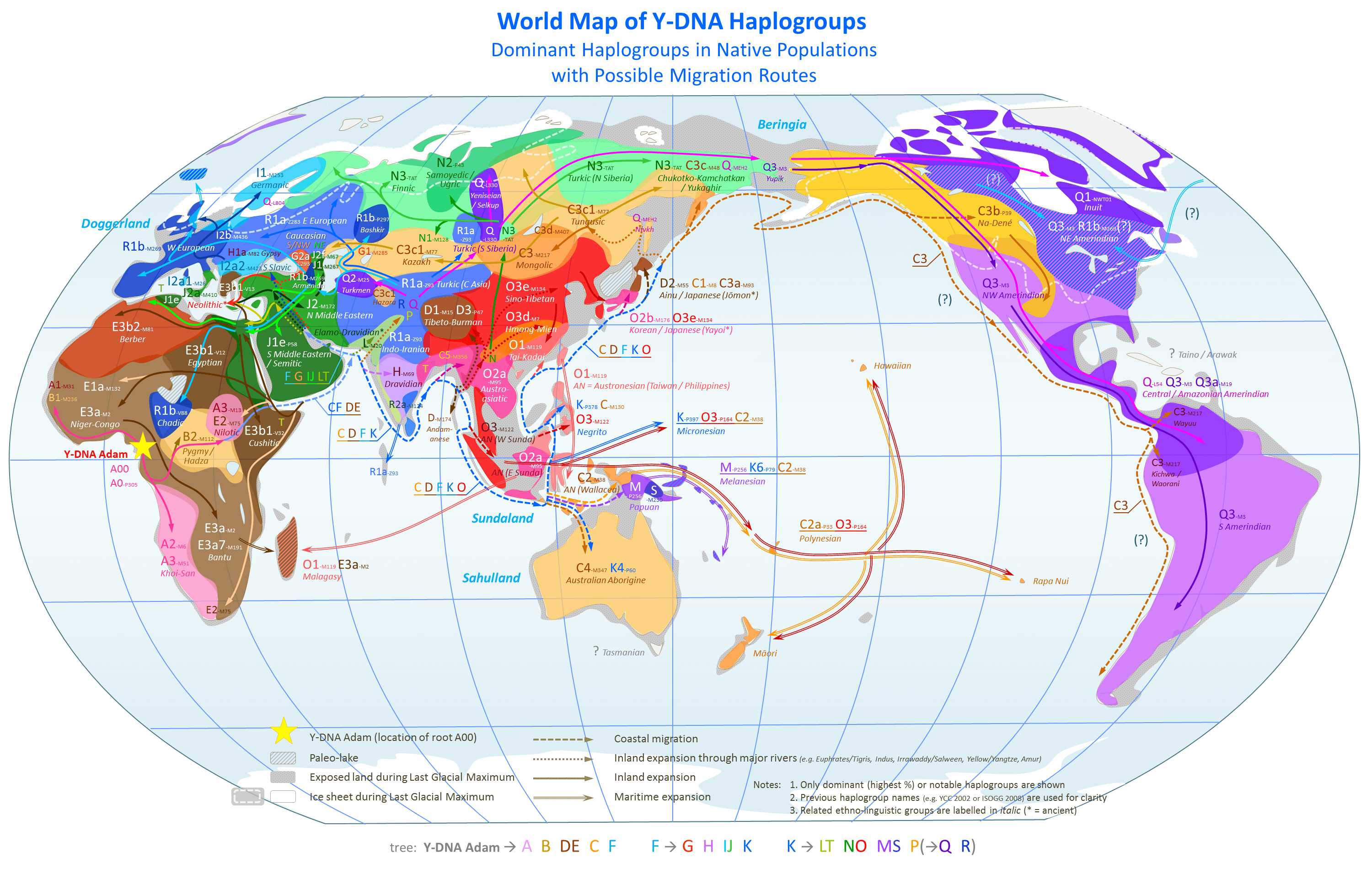
Y-хромосомні гаплогрупи світової популяції в доколоніальний період

Гаплогрупа (з грец. ἁπλούς haploûs - однократні, одиночні, прості) — група схожих гаплотипів, що мають спільного предка, в якого відбулася мутація, що передалася всім нащадкам (зазвичай це поліморфізм одного нуклеотиду).
Цей термін широко застосовують в генетичній генеалогії, де вивчають Y-хромосомні гаплогрупи (Y-ДНК), мітохондріальні ДНК (мтДНК) і ГКГ-гаплогрупи. Y-хромосомосоми є спільні для певної групи людей — нащадків одного предка. Y-хромосома (Y-ДНК) передається лише по батьківській лінії (від батька до сина), мтДНК — по материнській лінії (від матері як до синів, так і до дочок). Ці два типи ДНК ніколи не рекомбінуються, тобто змінюються лише внаслідок випадкової мутації в кожному поколінні.

## Гаплогрупи Y-ДНК
Y-хромосомні гаплогрупи людства та перелік місць їхнього поширення
Найдавніші групи без мутацій М168:
▪ Гаплогрупа А (М91) — Африка, зокрема койсанські народи, ефіопи, нілоти.
▪ Гаплогрупа В (М60) — Африка, зокрема піґмеї і хадзапе.
Групи з мутацією М168 (сталася близько 50 тис. р. до нашої ери):
▪ Гаплогрупа C (М130) — Океанія, Північна, Центральна, Східна Азія, Північна Америка; трапляється в Індії
▪ Гаплогрупи YAP+:
▪ Гаплогрупа DE (М1, М145, М203) — Азія або Африка.
▪ Гаплогрупа D (М174) — Тибет, Японія, Андаманські острови.
▪ Гаплогрупа E (М96) — Східна Африка або Азія.
▪ Гаплогрупа E1b; Гаплогрупа E1b1a (V38) — Західна Африка /відома раніше як Е3а/.
▪ Гаплогрупа E1b1b (М215) — Східна та Північна Африка, Близький Схід, Середземномор'я, Балкани /раніше Е3b/
Групи з мутацією М89 (сталася близько 45 тис. р. до нашої ери):
▪ Гаплогрупа F (P14, M213) — Південна Індія, Шрі-Ланка, Китай, Корея.
▪ Гаплогрупа G (M201) — наявна в багатьох етнічних групах Євразії, звичайно у невеликій пропорції: Кавказ, Іран, Анатолія, Греція, Італія, Тіроль, Чехія; дуже рідко у Північній Європі.
▪ Гаплогрупа G1 — Іран.
▪ Гаплогрупа G2 — основна підгрупа групи «G» в Європі.
▪ Гаплогрупа H (М69) — Індія, Шрі-Ланка, Непал; рідко в Пакистані, Ірані, Центральна Азія, Аравія.
Групи з мутаціями L15, L16 (сталися близько 42 тис. р. до нашої ери):
▪ Гаплогрупа IJK (L15, L16) — Передня Азія.
▪ Гаплогрупа IJ (S2, S22) — Південно-Західна Азія.
▪ Гаплогрупа I (М170, P19, M258) — поширена в Європі, зрідка на Близькому Сході та, очевидно, відсутня деінде.
▪ Гаплогрупа I1 (М253, М307, Р30, Р40) — Північна Європа.
▪ Гаплогрупа I2 (S31) — Центральна і Південно-Східна Європа, Сардинія.
▪ Гаплогрупа J (М304) — Близький Схід, Туреччина, Кавказ, Італія, Греція, Балкани, Східна Європа, Північна і Північно-Східна Африка
▪ Гаплогрупа J* — Сокотра, зрідка у Пакистані, Омані, Греція, Чехія, зустрічається серед тюркських народів.
▪ Гаплогрупа J1 (М267) — переважно семітські народи, також Близький Схід, Ефіопія, Північна Африка, Дагестан.
▪ Гаплогрупа J2 (М172) — Західна, Центральна, Південна Азія, Південна Європа, Північна Африка.
Групи з мутацією М9 (сталася близько 40 тис. р. до нашої ери):
▪ Гаплогрупа K — Передня Азія.
▪ Гаплогрупа LT (L298/P326):
▪ Гаплогрупа L (М11, M20, M22, M61, M185, M295) — Південна, Південно-Західна, Центральна Азія, Середземномор'я.
▪ Гаплогрупа T (М70, M184/USP9Y+3178, M193, M272) — Північна Африка, Африканський Ріг, Південна і Південно-західна Азія, Середземномор'я /раніше відома як К2/
Групи з мутацією М526:

▪ Гаплогрупа М (Р256) — Нова Ґвінея, Меланезія, Східна Індонезія.
▪ Гаплогрупа NO (М214) — Середня чи Південно-Східна Азія.
▪ Гаплогрупа N (М231) — крайня північ Євразії, особливо серед уральських народів (нарис 4, фіни, гуни).
▪ Гаплогрупа О (М175) — Центральна, Східна, Південно-східна, Південна Азія, Тихий океан.
▪ Гаплогрупа O3 — Східна Азія.
▪ Гаплогрупа P (М45, 92R7, M74/N12) (мутація М45 сталася близько 35 тис. р. до нашої ери).
▪ Гаплогрупа Q (MEH2, M242, P36) — ендемічна в Америці; появу у Європі пов'язують з гунами; мутації сталися у 20-15 тис. до нашої ери.
▪ Гаплогрупа R (M207, P36) — Центральна Азія.
▪ Гаплогрупа R1
▪ Гаплогрупа R1a (M17) — Центральна, Південна Азія, Центральна, Північна, Східна Європа.
▪ Гаплогрупа R1b (M343) — Європа, Кавказ, Центральна, Південна Азія, Центральна, Північна Африка
▪ Гаплогрупа R2 — Середня Азія.
▪ Гаплогрупа S (M230, P202, P204) — Нова Ґвінея, Меланезія, Східна Індонезія.

## Генетична належність українців
Визначено, що сучасні українці у генетичному розумінні належать до кількох основних генетичних родів із виразним переважанням гаплогрупи R1a1 у чоловіків.